# Christania Williams
Christania Williams (17 de outubro de 1994) é uma velocista jamaicana, medalhista olímpica.

## Carreira
Williams competiu nos Jogos Olímpicos Rio 2016, conquistando a medalha de prata no revezamento 4x100 m.